# 동면초등학교 (전남)
동면초등학교(東面初等學校)는 대한민국 전라남도 화순군에 있는 공립 초등학교이다.

## 학교 연혁
- 1926년 11월 26일 동면공립보통학교(4년제) 개교설립인가 9월 25일
- 1934년 4월 1일 6년제 인가
- 1938년 4월 1일 동면공립심상소학교로 개칭[1]
- 1941년 4월 1일 동면공립국민학교로 개칭[2]
- 1949년 12월 31일 동면국민학교로 명칭 변경[3]
- 1982년 3월 5일 병설유치원 개원
- 1991년 3월 1일 마산분교장[4] 통합
- 1991년 3월 1일 벽지형 급식학교 지정
- 1996년 3월 1일 동면초등학교로 개칭
- 2000년 3월 1일 용포초등학교 통합
- 2001년 3월 1일 경복분교[5] 통합
- 2001년 6월 9일 농어촌 현대화 학교 준공
- 2016년 3월 1일 제26대 양은하 교장 부임
- 2018년 2월 9일 제37회 유치원 졸업(졸업생 11명, 누계 700명)
- 2018년 2월 13일 제89회 졸업(졸업생 9명, 누계 9,530명)

## 학교 상징
- 교화 - 국화 : 지조, 인내
- 교목 - 향나무 : 굳센 의지
- 교색 - 녹색 : 희망, 씩씩함

## 참고 자료
- 동면초등학교 - 한국교육학술정보원 학교알리미